# 충주 탄금대
충주 탄금대(忠州 彈琴臺)는 충청북도 충주시 칠금동에 있는 명승이다. 2008년 7월 9일 대한민국의 명승 제42호로 지정되었다.

## 개요
충주 탄금대는 한국의 3대 악성(樂聖, 음악의 성인) 중 하나인 우륵이 가야금을 연주하던 곳이라 하여 명칭이 붙은 곳이며 임진왜란 때 신립 장군이 고니시 유키나가(小西行長, 소서행장)와 맞서 싸우다 패전하자 투신한 곳으로 역사적 가치가 큰 명소이다.
남한강이 절벽을 따라 휘감아 돌고 울창한 송림이 우거져 있어 경관이 아름답고, 탄금대에서 바라보는 남한강과 계명산, 남산 및 충주 시가지와 넓은 평야지대가 그림같이 펼쳐져 절경을 자아내는 곳이다.

## 같이 보기
- 탄금대 전투
- 우륵
- 신립

## 참고 자료
- 충주 탄금대 - 국가유산청 국가유산포털